# ヴァレリー・レターノー
ヴァレリー・レターノー（Valérie Létourneau、1983年4月29日 - ）は、カナダの女性総合格闘家。フランス系カナダ人。ケベック州モントリオール出身。アメリカ合衆国フロリダ州ココナッツクリーク在住。アメリカン・トップチーム所属。ヴァレリー・ルトーノーとも表記される。

## 来歴
15歳からキックボクシングを始め、2007年に総合格闘技デビュー。

### UFC
2014年6月14日、UFC初参戦となったUFC 174でエリザベス・フィリップスと対戦し、2-1の判定勝ちを収めた。
2015年8月23日、UFC Fight Night: Holloway vs. Oliveiraで女子ストロー級ランキング8位のマリーナ・モロズと対戦し、3-0の判定勝ち。
2015年11月14日、UFC 193の世界女子ストロー級タイトルマッチで王者のヨアナ・イェンジェイチックに挑戦し、0-3の判定負け。王座獲得に失敗した。
2016年6月18日、UFC Fight Night: MacDonald vs. Thompsonで女子ストロー級ランキング12位のジョアン・コールダウッドと対戦し、スタンドパンチ連打でTKO負け。UFCからのオファーが試合の7週間前だったため、コールダウッドの希望でフライ級契約で試合は行われた。
2016年12月10日、UFC 206でビビアン・ペレイラと対戦し、1-2の判定負け。前日計量でレターノーがストロー級の規定体重を2.5ポンドオーバーしたため、キャッチウェイトで試合が行われたが、3連敗となりUFCをリリースされた。

### Bellator
2017年12月15日、Bellator MMA初参戦となったBellator 191でケイト・ジャクソンと対戦し、3-0の判定勝ち。
2018年6月19日、Bellator 201でクリスティーナ・ウィリアムスと対戦し、3-0の判定勝ち。
2018年12月15日、Bellator 213の世界女子フライ級タイトルマッチで王者のイリマ＝レイ・マクファーレンに挑戦し、三角絞めでキャリア初の一本負け。王座獲得に失敗した。

## 戦績
| 総合格闘技 戦績 | 総合格闘技 戦績 | 総合格闘技 戦績 | 総合格闘技 戦績 | 総合格闘技 戦績 | 総合格闘技 戦績 | 総合格闘技 戦績 |
| --------------- | --------------- | --------------- | --------------- | --------------- | --------------- | --------------- |
| 17 試合         | (T)KO           | 一本            | 判定            | その他          | 引き分け        | 無効試合        |
| 10 勝           | 4               | 1               | 5               | 0               | 0               | 0               |
| 7 敗            | 2               | 1               | 4               | 0               | 0               | 0               |

| 勝敗 | 対戦相手                     | 試合結果                          | 大会名                                                                             | 開催年月日     |
| ×    | イリマ＝レイ・マクファーレン | 3R 3:19 三角絞め                  | Bellator 213: MacFarlane vs. Letourneau 【Bellator世界女子フライ級タイトルマッチ】 | 2018年12月15日 |
| ○    | クリスティーナ・ウィリアムス | 5分3R終了 判定3-0                 | Bellator 201: Macfarlane vs. Lara                                                  | 2018年6月29日  |
| ○    | ケイト・ジャクソン           | 5分3R終了 判定3-0                 | Bellator 191: McDonald vs. Ligier                                                  | 2017年12月15日 |
| ×    | ビビアン・ペレイラ           | 5分3R終了 判定1-2                 | UFC 206: Holloway vs. Pettis                                                       | 2016年12月10日 |
| ×    | ジョアン・コールダウッド     | 3R 2:51 TKO（スタンドパンチ連打） | UFC Fight Night: MacDonald vs. Thompson                                            | 2016年6月18日  |
| ×    | ヨアナ・イェンジェイチック   | 5分5R終了 判定0-3                 | UFC 193: Rousey vs. Holm 【UFC世界女子ストロー級タイトルマッチ】                   | 2015年11月14日 |
| ○    | マリーナ・モロズ             | 5分3R終了 判定3-0                 | UFC Fight Night: Holloway vs. Oliveira                                             | 2015年8月23日  |
| ○    | ジェシカ・ラコージー         | 5分3R終了 判定3-0                 | UFC 186: Johnson vs. Horiguchi                                                     | 2015年4月25日  |
| ○    | エリザベス・フィリップス     | 5分3R終了 判定2-1                 | UFC 174: Johnson vs. Bagautinov                                                    | 2014年6月14日  |
| ○    | ヨルダン・ムーア             | 1R 0:34 TKO（パンチ連打）         | AFC 21: The Return                                                                 | 2014年5月16日  |
| ×    | クラウディア・ガデーリャ     | 5分3R終了 判定1-2                 | Wreck MMA: Road to Glory                                                           | 2012年4月20日  |
| ○    | タンナヤ・ハンテルマン       | 1R 2:07 TKO（パンチ連打）         | Freedom Fight: For Honor and Pride                                                 | 2011年9月10日  |
| ○    | ジュリー・マレンファン       | 2R 2:15 TKO（N/A）                | Ringside MMA 10: Cote vs. Starnes                                                  | 2011年4月9日   |
| ○    | ケイト・ロイ                 | 1R 3:23 腕ひしぎ十字固め          | XMMA 7: Inferno                                                                    | 2009年2月27日  |
| ×    | アレクシス・デイヴィス       | 5分3R終了 判定1-2                 | TKO 31: Young Guns                                                                 | 2007年12月14日 |
| ×    | サラ・カフマン               | 2R 1:36 TKO（パンチ連打）         | TKO 29: Repercussion                                                               | 2007年6月1日   |
| ○    | タンナヤ・ハンテルマン       | 2R 4:02 TKO（パンチ連打）         | ECC 5: A Night Of Champions                                                        | 2007年3月31日  |

## 表彰
- ブラジリアン柔術 紫帯